# Vogue (cigarro)

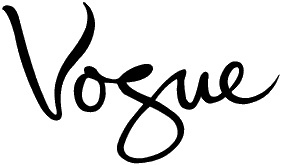
Logotipo da marca

Vogue é uma marca de cigarros pertencente à British American Tobacco.